# Christian Jorhan der Ältere
Christian Jorhan der Ältere (* 6. Oktober 1727 in Griesbach (Niederbayern); † 8. Oktober 1804 in Landshut) war ein bayerischer Bildhauer des Rokoko und Frühklassizismus.

## Leben
Christian Jorhan der Ältere war ein Sohn des in Griesbach ansässigen Bildhauers Wenzeslaus Jorhan. Nach einer Ausbildung in der Werkstatt seines Vaters lernte er bei den berühmten Bildhauern Johann Baptist Straub in München, Johann Josef Christian in Riedlingen, Joseph Anton Pfaffinger in Salzburg und Ignaz Verhelst sowie Leonhard Riedlinger in der Akademiestadt Augsburg. 
Nach Abschluss seiner Gesellenwanderschaft heiratete er am 6. Oktober 1755 die Malerstochter Theresia Pauer und erwarb bereits ein Jahr später ein Bürgerhaus in der Unteren Freyung (heute Nr. 603) in Landshut, wo er sich eine Meisterwerkstatt einrichtete. Hier und in der weiteren Umgebung liegt der Schwerpunkt seines Schaffens. Seine bildhauerische Begabung lebte in seinen Söhnen weiter. Am stärksten erwies sich sein gleichnamiger Sohn, Christian Jorhan der Jüngere (1758–1844).

## Werke

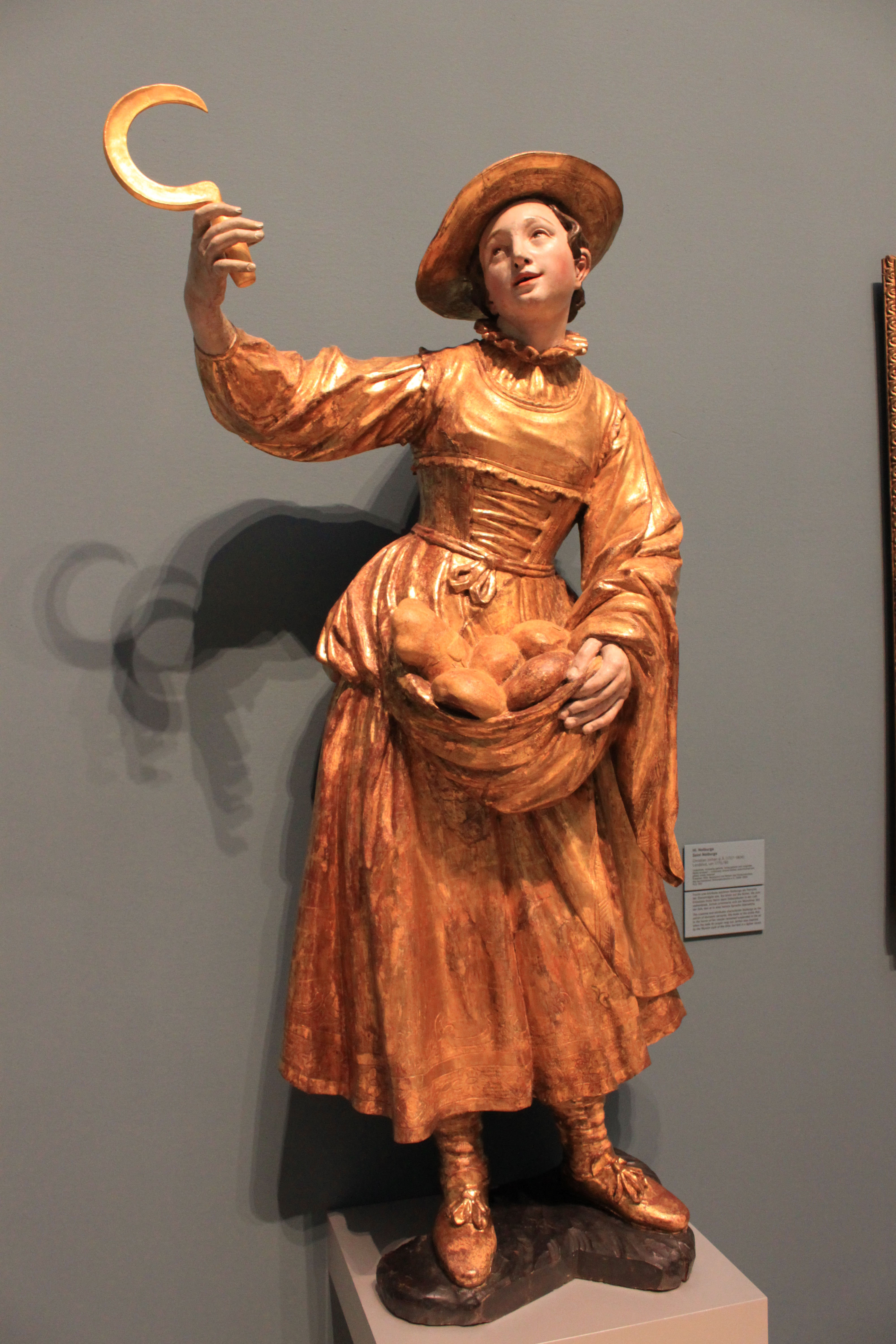
Die Heilige Notburga, Landshut um 1775/80, Nürnberg, Germanisches Nationalmuseum.

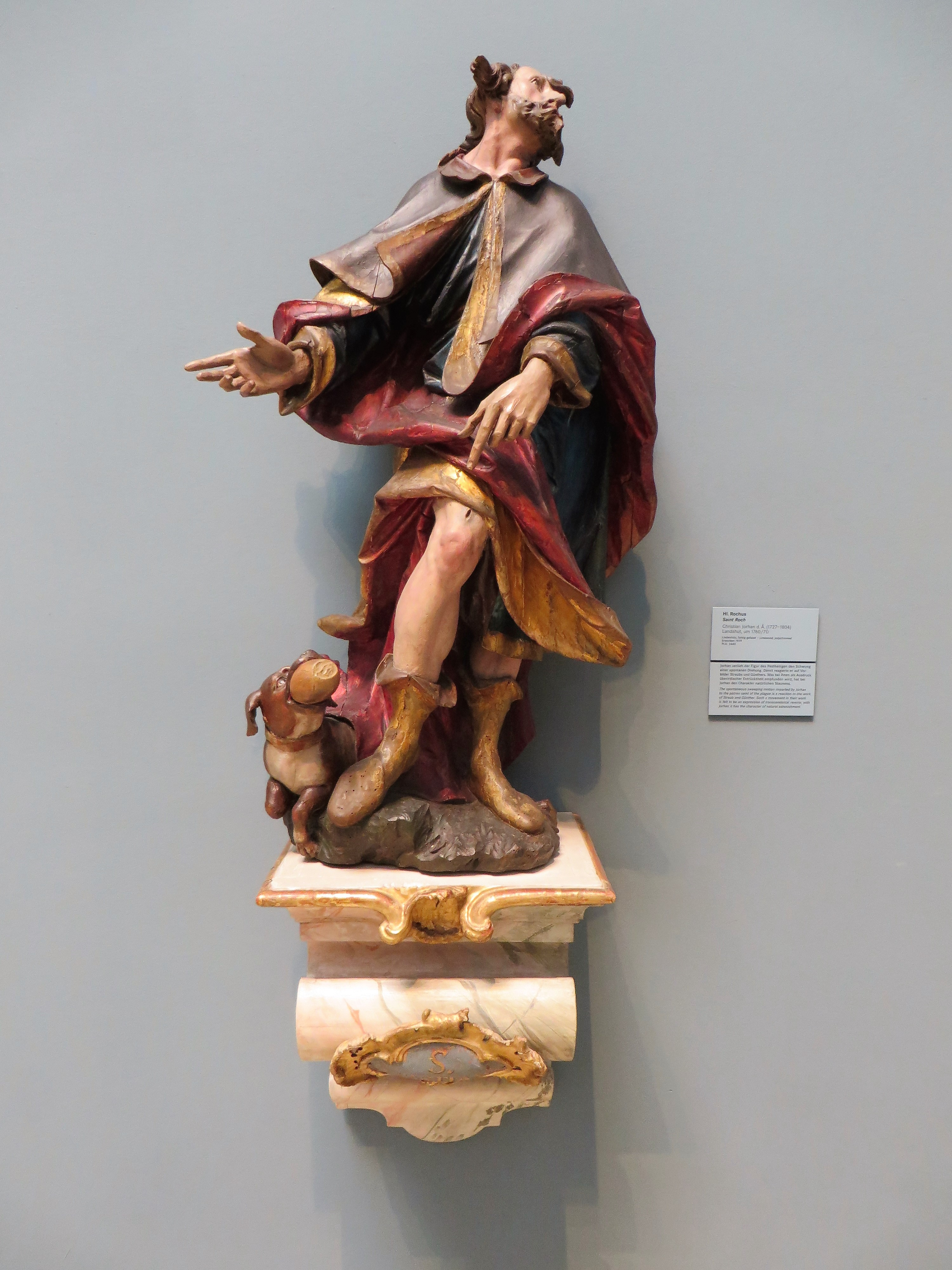
Der Heilige Rochus, Landshut um 1760/70, Nürnberg, Germanisches Nationalmuseum

- Stadtpfarrkirche St. Johannes in Dingolfing: Plastik Christus in der Rast (zugeschrieben)
- Theklakapelle in Landshut: Leitung der barocken Umgestaltung (1754–59)
- Filialkirche St. Bartholomäus in Taufkirchen-Hörgersdorf (um 1760)
- Pfarrkirche St. Peter in Pfaffenberg: Büsten des heiligen Petrus mit Hahn und der heiligen Maria Magdalena mit Totenkopf in der Pfarrkirche (um 1760)
- Filialkirche Mariä Heimsuchung in Deggendorf-Rettenbach: Hochaltar der Pfarrkirche (1760)
- Filialkirche St. Lambertus in Hohenpolding-Amelgering: Muttergottesfigur (1760); Figuren Johannes und Paulus (1765)
- Pfarrkirche St. Martin (Niederding): Altarfiguren und Schiffskanzel (1761/62)
- Klosterkirche Gars am Inn: Altar des heiligen Felix, Kreuzigungsgruppe (1762)
- Pfarrkirche St. Michael in Stephansposching-Michaelsbuch: Hochaltar der Pfarrkirche (1763)
- Wallfahrtskirche Maria Thalheim in Fraunberg-Maria Thalheim: Arbeiten am Hochaltar, Figurenschmuck an den Seitenaltären und der Kanzel (1764–1770)
- Burg Trausnitz in Landshut: Brunnenfigur des Hl. Florian (um 1765)
- Pfarrkirche Mariä Lichtmess in Rottenburg-Inkofen: Engelsfiguren an den Seitenaltären (1766)
- Stadtpfarrkirche St. Kastulus in Moosburg an der Isar: Restaurierung und Umgestaltung des Hochaltars von Hans Leinberger (vollendet 1514)
- Pfarrkirche St. Michael in Train: Rokoko-Altar in der Wallfahrtskapelle beim Schloss
- Pfarrkirche Mariä Himmelfahrt in Essenbach: Hochaltar und Seitenaltäre
- Pfarrkirche St. Nikolaus in Altfraunhofen: Büsten der vier Evangelisten (1770/75)
- Pfarrkirche St. Johann Baptist in Oberding-Aufkirchen: Figuren der Apostel Johannes und Andreas (1771)
- Pfarrkirche Mariä Verkündigung in Erding-Altenerding: Figuren der Altäre und der Kanzel in der Pfarrkirche Mariä Verkündigung (1766–80)
- Wallfahrts- und Stadtpfarrkirche Mariä Himmelfahrt in Dorfen: zwei Apostel (1780)
- Pfarrkirche St. Peter und Paul in Berglern: Auferstehungschristus (1776/1778)
- Pfarrkirche Mariä Himmelfahrt in Forstern-Tading: Kanzelplastiken (1776/1778)
- Pfarrkirche St. Martin in Langenpreising: Kanzelplastiken (1776/1778)
- Klosterkirche St. Johannes Evangelist in Mallersdorf: Figuren auf dem Schalldeckel der Kanzel (1776); Engelskonzert am Prospekt der Orgel (1783)
- Pfarrkirche St. Peter und Paul, ehem. Klosterkirche Neustift in Freising: Arbeiten in der Klosterkirche (1779)
- Ehem. Klosterkirche Mariä Himmelfahrt in Brennberg-Frauenzell: Figuren am Hochaltar der Klosterkirche (um 1780)
- Pfarrkirche St. Stephan in Fraunberg-Rappoltskirchen: Schutzengelfiguren (1780/81)
- Pfarrkirche Mariä Heimsuchung in Ergolding: Altarfiguren (1781)
- Filialkirche St. Michael in Sankt Wolfgang-Großschwindau: Figuren St. Benno und St. Korbinian auf dem Hochaltar (ca. 1783)
- Pfarrkirche St. Jodok in Landshut: in der Kirche mehrere Figuren von Jorhan, unter anderem heilige Barbara (1787), Maria mit Kind sowie heiliger Florian und heiliger Johannes Nepomuk (1792)
- Pfarrkirche in St. Peter in Bruckberg-Gündlkofen: Altarfiguren (1790)
- Pfarrkirche Pauli Bekehrung in Taufkirchen: Apostelfiguren von Petrus und Paulus (1790)
- Pfarrkirche Mariä Himmelfahrt in Dorfen-Schwindkirchen: Hl. Sigismund und Hl. Korbinian (1790)
- Stiftspfarrkirche St. Philipp und Jakob in Altötting: Hl. Johannes Nepomuk und Hl. Florian (1790)
- Pfarrkirche Heilig Blut in Landshut: Von der ursprünglichen Ausstattung (klassizistischer Hochaltar von 1790) sind nur zwei Anbetungsengel, das Kanzelkreuz (1796) und der Auferstehungschristus erhalten.
- Filialkirche St. Sebastian in Landshut: Figuren hll. Petrus und Paulus im Chorraum, hll. Florian und Barbara an den Seitenaltären, Mondsichelmadonna an der Langhauswand (1792); vergoldetes Relief vom Martyrium des hl. Sebastian am Altarstipes (1796)

## Ehrungen
Nach Christian Jorhan wurden Straßen in Landshut, Fraunberg, Oberding, Buchbach und Langenpreising benannt. 